# De 6 s:n: en modell för personcentrerad palliativ vård
De 6 s:n: en modell för personcentrerad palliativ vård är en bok skriven av Britt-Marie Ternestedt, Ingela Henoch, Jane Österlind, Birgitta Andershed, Ramona Schenell och Bodil Holmberg.

## Historik
Boken beskriver en modell som stöd vid planering, dokumentation och utvärdering av palliativ vård utifrån patientens perspektiv, och vänder sig till sjuksköterskor som genomgår sin specialistutbildning, magister- eller masterprogram, men även till personal verksam inom olika vårdformer och som vill medverka till utveckling av palliativ vård.
Modellen bygger på Avery D. Weismans forskning och erfarenheter där han framhåller det betydelsefulla i att försöka förstå vad som ger en person mening i livet och hur en person tänker och känner inför sin död. Weismans tankar översattes 1990 av Alice Rinell Hermansson i doktorsavhandlingen "Det sista året" och tillämpades vid starten av ett hospice i Örebro i slutet av 1990-talet, vilket beskrevs i boken "Livet pågår". Modellen har vidareutvecklats och utvärderats inom omvårdnadsforskning och klinisk omvårdnad och beskrivits i flera vetenskapliga artiklar.

### Modell
Modellen utgår från följande begrepp:
- Självbild
- Självbestämmande
- Sociala relationer
- Symtomlindring
- Sammanhang
- Strategier

Modellen syftar till att dämpa patientens symptom utifrån en helhetssyn, där både patientens fysiska, sociala, psykologiska, existentiella och andliga smärta lindras.
Modellen baseras på en humanistisk grundsyn och den palliativa vårdens mål, och är anpassad efter samhälleliga mål och styrdokument för hälso- och sjukvård.

## Utgåva
- 2022 – Österlind, Jane; Henoch Ingela, Ternestedt Britt-Marie, Holmberg Bodil, Schenell Ramona, Andershed Birgitta (2022). De 6 S:n - En modell för personcentrerad palliativ vård (3 uppl, 1:a uppl. 2012, 2:a uppl. 2017). Studentlitteratur AB. Libris 9qk86m9k78ch1d90. ISBN 9789144151601